# حارة الافاق (صنعاء)
حارة الافاق هي إحدى حارات حي ضبوة بضواحي الأمانة مديرية سنحان وبني بهلول، بلغ تعداد سكانها 1893 نسمة حسب تعداد اليمن لعام 2004.